# Finbarr O'Reilly
Finbarr O'Reilly (Swansea, 1971) è un fotografo canadese, vincitore del World Press Photo of the Year 2005.

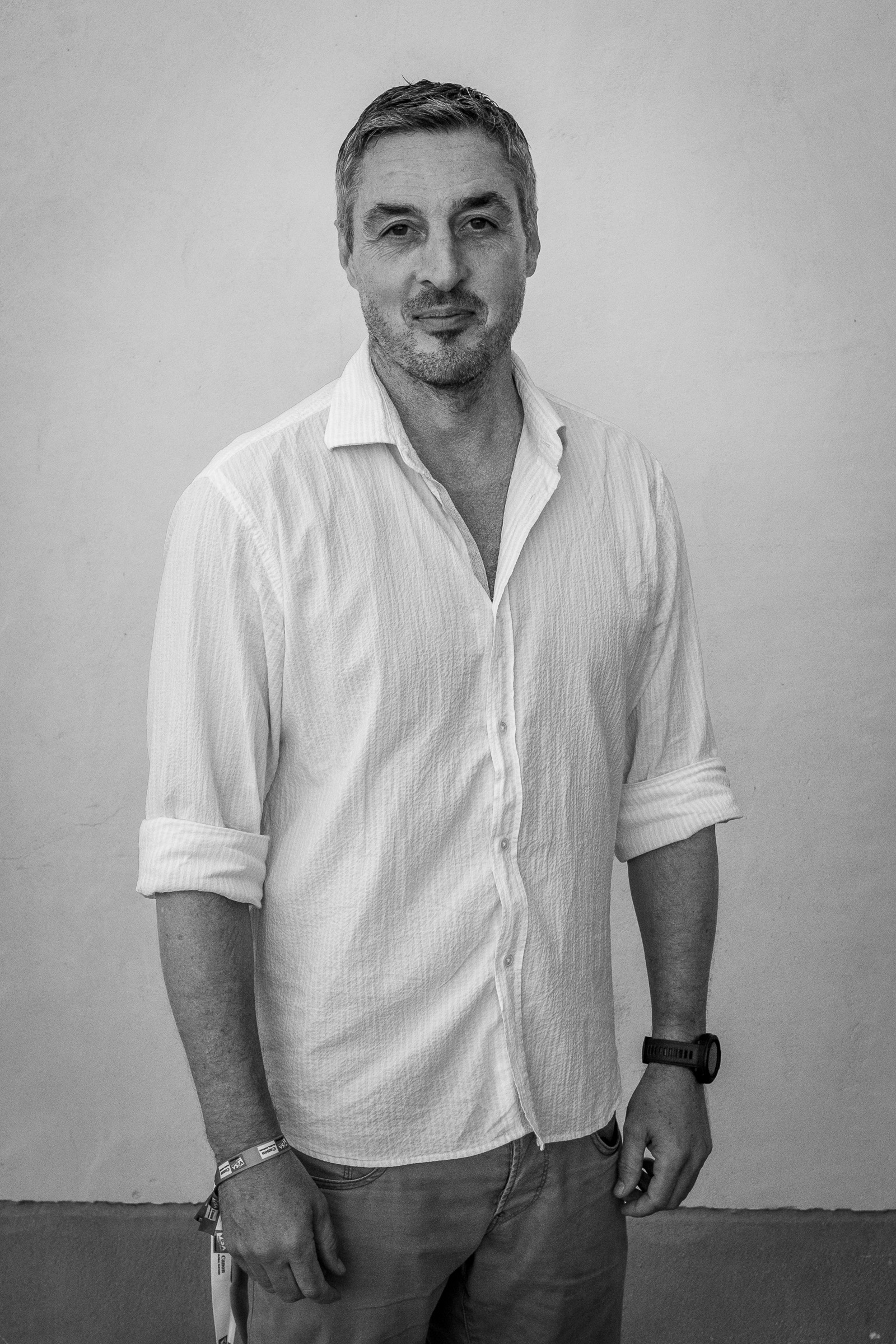
Finbarr O'Reilly (2022)

Ha lavorato come scrittore dal 1998 al 2001.
Attualmente lavora per Reuters come corrispondente freelance.
La giuria internazionale del concorso World Press Photo ha selezionato una fotografia a colori pubblicata per il Reuters come vincitrice del 2005. La fotografia raffigura una madre e il suo bambino in un certo d'emergenza in Niger.